# Catherine Kern
Catherine Kern (* 12. November 1961 in North Yorkshire, Vereinigtes Königreich) ist eine deutsche Politikerin (Bündnis 90/Die Grünen). Seit 2021 ist sie Mitglied des Landtags von Baden-Württemberg.

## Leben
Kern wuchs in Großbritannien auf und lebt seit 1984 in Baden-Württemberg. 2001 zog Kern nach Hohenlohe und lebte zunächst in Pfedelbach, ehe sie 2004 in die Nachbarstadt Öhringen umzog.
Die deutsche Staatsbürgerschaft besitzt Catherine Kern seit 2007.

## Politische Tätigkeit
Catherine Kern war von 2010 bis 2022 Stadträtin der Großen Kreisstadt Öhringen für die kommunale Wählervereinigung UNS/GRÜNE. Sie ist seit 2011 Mitglied bei Bündnis 90/Die Grünen. Von 2013 bis 2020 war Kern als Kreisvorsitzende des Kreisverbands Hohenlohe aktiv.
Bereits bei der Landtagswahl in Baden-Württemberg 2016 stellte sie der grüne Kreisverband in Hohenlohe als Direktkandidatin für den Wahlkreis Hohenlohe auf. Zum Gewinn des Direktmandates fehlten rund 1 % der Stimmen.
Kern kandidierte 2017 als Bundestagskandidatin von Bündnis 90/Die Grünen im Wahlkreis Neckar-Zaber. Sie erreichte ein Erststimmen-Ergebnis von 12,5 %.
Bei der Kommunalwahl 2019 wurde sie in den Hohenloher Kreistag gewählt.
Im Juni 2020 wurde Kern für die Landtagswahl 2021 erneut als Direktkandidatin für den Wahlkreis Hohenlohe nominiert und gewann mit 28,7 Prozent das Direktmandat. Sie ist damit die erste Kandidatin, die nicht von der CDU aufgestellt wurde und für den Wahlkreis Hohenlohe das Direktmandat erreichte. Außerdem ist sie die erste Frau in dieser Position.
Bei der parteiinternen Nominierung zur Landtagswahl 2026 verfehlte Kern eine erneute Kandidatur.

## Familie und Privates
Catherine Kern lebt mit ihrem Ehemann Bernd Kern in Öhringen. Sie hat drei Kinder.
Ihre Tochter Katharina wurde 2009 als jüngstes Gremienmitglied im Alter von 18 Jahren in den Öhringer Gemeinderat gewählt. Kern rückte selbst für ihre Tochter in den Gemeinderat nach.
Catherine Kern ist seit 2019 Mitglied der Öhringer Theatergruppe Theatrie e.V.